# Liga de Balompié Mexicano 2022
El torneo 2022 fue la III edición del campeonato de liga de la Liga de Balompié Mexicano. Comenzó el 1 de abril y finalizó el 2 de julio. 
El club Chapulineros de Oaxaca logró el tricampeonato al ser el equipo con más puntos al finalizar las 14 jornadas.

## Cambios
- Se integran a la liga los equipos Inter de Amecameca y Mezcaleros de Oaxaca.
- El equipo BR Fútbol Club declinó su participación por falta de apoyo de empresarios locales.
- Real Tlamazolan y Jaguares de Jalisco se retiraron de la liga.
- Se integra por primera vez el Torneo de Copa.
- Se elimina la regla del menor.
- Con respecto a los dos torneos anteriores, este torneo el equipo que acumule más puntos será declarado campeón de liga.
- Atlético Capitalino fue desafiliado de la competencia.[1]

## Sistema de competición

### Campeonato de Liga
Torneo largo, todos contra todos a dos vueltas. El campeón es el que tenga más puntos. 
El sistema de puntos es ligeramente distinto al de las demás ligas: se otorgan tres puntos por victoria; un punto por empate, siempre y cuando se anoten goles en el partido; y cero puntos por derrota.

### Campeonato de Copa
Partidos a eliminación directa a un solo partido.
El campeón de liga no participa en este torneo esto con tal de que exista dos campeones y poder tener el partido de campeón de campeones.

### Campeón de Campeones
Partido entre el campeón de Liga y Campeón de Copa de Balompié Mexicano 2022

## Equipos participantes
| Club                      | Entrenador           | Ciudad                                | Estadio                       | Capacidad | Fundación      | Patrocinador                   | Kit           |
| ------------------------- | -------------------- | ------------------------------------- | ----------------------------- | --------- | -------------- | ------------------------------ | ------------- |
| Chapulineros de Oaxaca    | Omar Arellano        | San Jerónimo Tlacochahuaya, Oaxaca    | Independiente MRCI            | 5000      | 1983 (42 años) | MRCI                           | Felinus       |
| Furia Roja Fútbol Club    | José Carlos González | Jesús María, Jalisco                  | Ramírez Nogales               | 600       | 2020 (4 años)  | Casa Don Ramón                 | Romed         |
| Halcones de Querétaro     | Óscar Díaz           | Cadereyta, Querétaro                  | Unidad Deportiva de Cadereyta | 1100      | 2021 (3 años)  | People Seguros                 | Dony          |
| Neza Fútbol Club          | Mario Rodríguez      | Tultitlán, Estado de México           | Deportivo Cartagena           | 3000      | 1991 (33 años) | MARULA                         | Keuka         |
| Industriales de Naucalpan | Edgar Acosta         | Naucalpan de Juárez, Estado de México | Plutarco Elías Calles         | 300       | 2020 (4 años)  | Gas Metropolitano              | Deportes Alve |
| Inter de Amecameca        | Hugo Amaro           | Amecameca, Estado de México           | Francisco Flores              | 2500      | 2021 (3 años)  | Centro de Inglés Personalizado | Ability MX    |
| Mezcaleros de Oaxaca      | Jesús López Meneses  | San Jerónimo Tlacochahuaya, Oaxaca    | Independiente MRCI            | 5000      | 2022 (2 años)  | MRCI                           | Felinus       |

### Cambios de entrenadores
| Equipo                | Entrenador (jornadas)       |
| --------------------- | --------------------------- |
| Atlético Capitalino   | Ricardo Carbajal (1 - 4)    |
| Halcones de Querétaro | Juan Carlos Arreola (1 - 8) |

## Torneo Regular

### Primera Vuelta
- A partir de la jornada 8 el calendario puede ser modificado por la desafiliacíon de Atlético Capitalino.[1]

| Jornada 1              | Jornada 1 | Jornada 1                 | Jornada 1                  | Jornada 1  | Jornada 1 | Jornada 1 |
| Local                  | Resultado | Visitante                 | Estadio                    | Fecha      | Hora      |           |
| ---------------------- | --------- | ------------------------- | -------------------------- | ---------- | --------- | --------- |
| Inter de Amecameca     | 3 - 4     | Mezcaleros de Oaxaca      | Francisco Flores           | 1 de abril | 16:00     |           |
| Halcones de Querétaro  | 2 - 2     | Neza FC                   | Unidad Deportiva Cadereyta | 2 de abril | 16:00     |           |
| Chapulineros de Oaxaca | 3 - 0     | Atlético Capitalino       | Independiente MRCI         | 3 de abril | 12:00     |           |
| Furia Roja             | 1 - 1     | Industriales de Naucalpan | Ramírez Nogales            | 3 de abril | 16:00     |           |

| Jornada 2                 | Jornada 2 | Jornada 2              | Jornada 2                 | Jornada 2   | Jornada 2 | Jornada 2 |
| Local                     | Resultado | Visitante              | Estadio                   | Fecha       | Hora      |           |
| ------------------------- | --------- | ---------------------- | ------------------------- | ----------- | --------- | --------- |
| Neza FC                   | 8 - 0     | Inter de Amecameca     | Deportivo Cartagena       | 8 de abril  | 15:00     |           |
| Mezcaleros de Oaxaca      | 0 - 3     | Furia Roja             | Independiente MRCI        | 8 de abril  | 17:00     |           |
| Industriales de Naucalpan | 0 - 4     | Chapulineros de Oaxaca | Jesús Martínez "Palillo"  | 10 de abril | 16:15     |           |
| Atlético Capitalino       | 0 - 3     | Halcones de Querétaro  | Deportivo Lázaro Cárdenas | 11 de abril | 13:00     |           |

| Jornada 3              | Jornada 3 | Jornada 3                 | Jornada 3                  | Jornada 3   | Jornada 3 | Jornada 3 |
| Local                  | Resultado | Visitante                 | Estadio                    | Fecha       | Hora      |           |
| ---------------------- | --------- | ------------------------- | -------------------------- | ----------- | --------- | --------- |
| Inter de Amecameca     | 3 - 0     | Atlético Capitalino       | Francisco Flores           | 15 de abril | 17:00     |           |
| Halcones de Querétaro  | 2 - 5     | Chapulineros de Oaxaca    | Unidad Deportiva Cadereyta | 16 de abril | 16:00     |           |
| Mezcaleros de Oaxaca   | 6 - 0     | Industriales de Naucalpan | Independiente MRCI         | 17 de abril | 12:00     |           |
| Furia Roja Fútbol Club | 1 - 1     | Neza FC                   | Ramírez Nogales            | 17 de abril | 16:00     |           |

| Jornada 4                 | Jornada 4 | Jornada 4             | Jornada 4                       | Jornada 4   | Jornada 4 | Jornada 4 |
| Local                     | Resultado | Visitante             | Estadio                         | Fecha       | Hora      |           |
| ------------------------- | --------- | --------------------- | ------------------------------- | ----------- | --------- | --------- |
| Neza FC                   | 1 - 0     | Mezcaleros de Oaxaca  | Deportivo Cartagena             | 22 de abril | 15:00     |           |
| Chapulineros de Oaxaca    | 6 - 0     | Inter de Amecameca    | Independiente MRCI              | 24 de abril | 12:00     |           |
| Industriales de Naucalpan | 0 - 9     | Halcones de Querétaro | Jesús Martínez "Palillo"        | 24 de abril | 16:30     |           |
| Atlético Capitalino       | 0 - 3     | Furia Roja            | Deportivo Plutarco Elías Calles | 25 de abril | 15:00     |           |

| Jornada 5            | Jornada 5 | Jornada 5                 | Jornada 5           | Jornada 5   | Jornada 5 | Jornada 5 |
| Local                | Resultado | Visitante                 | Estadio             | Fecha       | Hora      |           |
| -------------------- | --------- | ------------------------- | ------------------- | ----------- | --------- | --------- |
| Inter de Amecameca   | 0 - 8     | Halcones de Querétaro     | Francisco Flores    | 29 de abril | 15:30     |           |
| Mezcaleros de Oaxaca | 3 - 0     | Atlético Capitalino       | Independiente MRCI  | Cancelado   |           |           |
| Furia Roja           | 0 - 2     | Chapulineros de Oaxaca    | Ramírez Nogales     | 1 de mayo   | 16:00     |           |
| Neza FC              | 4 - 3     | Industriales de Naucalpan | Deportivo Cartagena | 2 de mayo   | 15:00     |           |

| Jornada 6              | Jornada 6 | Jornada 6                 | Jornada 6                  | Jornada 6 | Jornada 6 | Jornada 6 |
| Local                  | Resultado | Visitante                 | Estadio                    | Fecha     | Hora      |           |
| ---------------------- | --------- | ------------------------- | -------------------------- | --------- | --------- | --------- |
| Inter de Amecameca     | 4 - 2     | Industriales de Naucalpan | Francisco Flores           | 6 de mayo | 17:00     |           |
| Halcones de Querétaro  | 3 - 2     | Furia Roja                | Unidad Deportiva Cadereyta | 7 de mayo | 16:00     |           |
| Chapulineros de Oaxaca | 4 - 3     | Mezcaleros de Oaxaca      | Independiente MRCI         | 8 de mayo | 12:00     |           |
| Atlético Capitalino    | 0 - 3     | Neza FC                   | Plutarco Elías Calles      | 8 de mayo | 17:00     |           |

| Jornada 7                 | Jornada 7 | Jornada 7              | Jornada 7               | Jornada 7  | Jornada 7 | Jornada 7 |
| Local                     | Resultado | Visitante              | Estadio                 | Fecha      | Hora      |           |
| ------------------------- | --------- | ---------------------- | ----------------------- | ---------- | --------- | --------- |
| Neza FC                   | 3 - 0     | Chapulineros de Oaxaca | Deportivo Cartagena     | 13 de mayo | 15:00     |           |
| Mezcaleros de Oaxaca      | 1 - 3     | Halcones de Querétaro  | Independiente MRCI      | 13 de mayo | 17:00     |           |
| Furia Roja                | 9 - 0     | Inter de Amecameca     | Ramírez Nogales         | 14 de mayo | 18:00     |           |
| Industriales de Naucalpan | 3 - 0     | Atlético Capitalino    | Jesús Martínez "Palillo | Cancelado  |           |           |

### Segunda Vuelta
| Jornada 8                 | Jornada 8 | Jornada 8             | Jornada 8              | Jornada 8              | Jornada 8              | Jornada 8 |
| Local                     | Resultado | Visitante             | Estadio                | Fecha                  | Hora                   |           |
| ------------------------- | --------- | --------------------- | ---------------------- | ---------------------- | ---------------------- | --------- |
| Neza FC                   | 2 - 2     | Halcones de Querétaro | Deportivo Cartagena    | 20 de mayo             | 15:00                  |           |
| Mezcaleros de Oaxaca      | 5 - 0     | Inter de Amecameca    | Independiente MRCI     | 20 de mayo             | 17:00                  |           |
| Industriales de Naucalpan | 1 - 2     | Furia Roja            | Plutarco Elías Calles  | 22 de mayo             | 16:15                  |           |
| DESCANSO:                 | DESCANSO: | DESCANSO:             | Chapulineros de Oaxaca | Chapulineros de Oaxaca | Chapulineros de Oaxaca |           |

| Jornada 9              | Jornada 9 | Jornada 9                 | Jornada 9             | Jornada 9             | Jornada 9             | Jornada 9 |
| Local                  | Resultado | Visitante                 | Estadio               | Fecha                 | Hora                  |           |
| ---------------------- | --------- | ------------------------- | --------------------- | --------------------- | --------------------- | --------- |
| Inter de Amecameca     | 0 - 2     | Neza FC                   | Francisco Flores      | 27 de mayo            | 17:00                 |           |
| Chapulineros de Oaxaca | 6 - 0     | Industriales de Naucalpan | Independiente MRCI    | 29 de mayo            | 12:00                 |           |
| Furia Roja             | 2 - 0     | Mezcaleros de Oaxaca      | Ramírez Nogales       | 29 de mayo            | 16:00                 |           |
| DESCANSO:              | DESCANSO: | DESCANSO:                 | Halcones de Querétaro | Halcones de Querétaro | Halcones de Querétaro |           |

| Jornada 10                | Jornada 10 | Jornada 10            | Jornada 10            | Jornada 10         | Jornada 10         | Jornada 10 |
| Local                     | Resultado  | Visitante             | Estadio               | Fecha              | Hora               |            |
| ------------------------- | ---------- | --------------------- | --------------------- | ------------------ | ------------------ | ---------- |
| Neza FC                   | 1 - 2      | Furia Roja            | Deportivo Cartagena   | 3 de junio         | 15:00              |            |
| Chapulineros de Oaxaca    | 3 - 3      | Halcones de Querétaro | Independiente MRCI    | 4 de junio         | 17:00              |            |
| Industriales de Naucalpan | 2 - 4      | Mezcaleros de Oaxaca  | Plutarco Elías Calles | 5 de junio         | 16:00              |            |
| DESCANSO:                 | DESCANSO:  | DESCANSO:             | Inter de Amecameca    | Inter de Amecameca | Inter de Amecameca |            |

| Jornada 11            | Jornada 11 | Jornada 11                | Jornada 11                 | Jornada 11             | Jornada 11             | Jornada 11 |
| Local                 | Resultado  | Visitante                 | Estadio                    | Fecha                  | Hora                   |            |
| --------------------- | ---------- | ------------------------- | -------------------------- | ---------------------- | ---------------------- | ---------- |
| Mezcaleros de Oaxaca  | 2 - 3      | Neza FC                   | Independiente MRCI         | 9 de junio             | 17:00                  |            |
| Inter de Amecameca    | 0 - 5      | Chapulineros de Oaxaca    | Francisco Flores           | 10 de junio            | 17:00                  |            |
| Halcones de Querétaro | 11 - 1     | Industriales de Naucalpan | Unidad Deportiva Cadereyta | 11 de junio            | 16:00                  |            |
| DESCANSO:             | DESCANSO:  | DESCANSO:                 | Furia Roja Fútbol Club     | Furia Roja Fútbol Club | Furia Roja Fútbol Club |            |

| Jornada 12                | Jornada 12 | Jornada 12         | Jornada 12            | Jornada 12           | Jornada 12           | Jornada 12 |
| Local                     | Resultado  | Visitante          | Estadio               | Fecha                | Hora                 |            |
| ------------------------- | ---------- | ------------------ | --------------------- | -------------------- | -------------------- | ---------- |
| Chapulineros de Oaxaca    | 4 - 1      | Furia Roja         | Independiente MRCI    | 29 de junio          | 17:00                |            |
| Halcones de Querétaro     | 6 - 0      | Inter de Amecameca | Independiente MRCI    | 18 de junio          | 17:00                |            |
| Industriales de Naucalpan | 0 - 6      | Neza FC            | Plutarco Elías Calles | 19 de junio          | 16:00                |            |
| DESCANSO:                 | DESCANSO:  | DESCANSO:          | Mezcaleros de Oaxaca  | Mezcaleros de Oaxaca | Mezcaleros de Oaxaca |            |

| Jornada 13                | Jornada 13 | Jornada 13             | Jornada 13            | Jornada 13  | Jornada 13 | Jornada 13 |
| Local                     | Resultado  | Visitante              | Estadio               | Fecha       | Hora       |            |
| ------------------------- | ---------- | ---------------------- | --------------------- | ----------- | ---------- | ---------- |
| Industriales de Naucalpan | 3 - 0      | Inter de Amecameca     | Plutarco Elías Calles | 25 de junio | 12:30      |            |
| Mezcaleros de Oaxaca      | 2 - 2      | Chapulineros de Oaxaca | Independiente MRCI    | 25 de junio | 17:00      |            |
| Furia Roja                | 0 - 3      | Halcones de Querétaro  | Ramírez Nogales       | 26 de junio | 16:00      |            |
| DESCANSO:                 | DESCANSO:  | DESCANSO:              | Neza FC               | Neza FC     | Neza FC    |            |

| Jornada 14             | Jornada 14 | Jornada 14           | Jornada 14                 | Jornada 14                | Jornada 14                | Jornada 14 |
| Local                  | Resultado  | Visitante            | Estadio                    | Fecha                     | Hora                      |            |
| ---------------------- | ---------- | -------------------- | -------------------------- | ------------------------- | ------------------------- | ---------- |
| Inter de Amecameca     | 0 - 0      | Furia Roja           | Francisco Flores           | 1 de julio                | 17:00                     |            |
| Halcones de Querétaro  | 5 - 1      | Mezcaleros de Oaxaca | Unidad Deportiva Cadereyta | 2 de julio                | 17:00                     |            |
| Chapulineros de Oaxaca | 1 - 0      | Neza FC              | Independiente MRCI         | 2 de julio                | 17:00                     |            |
| DESCANSO:              | DESCANSO:  | DESCANSO:            | Industriales de Naucalpan  | Industriales de Naucalpan | Industriales de Naucalpan |            |

## Tabla General
| Pos. | Equipo                    | Pts. | PJ | G  | E | P  | GF | GC | Dif. | Clasificación    |
| ---- | ------------------------- | ---- | -- | -- | - | -- | -- | -- | ---- | ---------------- |
| 1    | Chapulineros de Oaxaca    | 32   | 13 | 10 | 2 | 1  | 45 | 14 | +31  | Campeón de Liga. |
| 2    | Halcones de Querétaro     | 30   | 13 | 9  | 3 | 1  | 60 | 17 | +43  | Copa de la Liga. |
| 3    | Neza F. C.                | 27   | 13 | 8  | 3 | 2  | 36 | 13 | +23  | Copa de la Liga. |
| 4    | Furia Roja F. C.          | 20   | 13 | 6  | 3 | 4  | 26 | 16 | +10  |                  |
| 5    | Mezcaleros de Oaxaca      | 16   | 13 | 5  | 1 | 7  | 31 | 28 | +3   | Copa de la Liga. |
| 6    | Industriales de Naucalpan | 7    | 13 | 2  | 1 | 10 | 16 | 57 | −41  | Copa de la Liga. |
| 7    | Inter de Amecameca        | 6    | 13 | 2  | 1 | 10 | 10 | 58 | −48  |                  |
| 8    | Atlético Capitalino       | 0    | 7  | 0  | 0 | 7  | 0  | 21 | −21  | Desafiliado      |

Actualizado a los partidos jugados el 4 de julio de 2022.
 Fuente: LBM
Criterios de clasificación: Puntos · Diferencia de goles · Goles a favor · Play-off

### Evolución de la clasificación
| Jornada                   | 1 | 2 | 3 | 4 | 5 | 6 | 7 | 8 | 9 | 10 | 11 | 12 | 13 | 14 |
| Equipo                    |   |   |   |   |   |   |   |   |   |    |    |    |    |    |
| ------------------------- | - | - | - | - | - | - | - | - | - | -- | -- | -- | -- | -- |
| Chapulineros de Oaxaca    | 1 | 1 | 1 | 1 | 1 | 1 | 1 | 2 | 1 | 1  | 1  | 2* | 3* | 1  |
| Halcones de Querétaro     | 4 | 4 | 5 | 3 | 3 | 3 | 3 | 3 | 3 | 4  | 3  | 3  | 1  | 2  |
| Neza                      | 3 | 2 | 3 | 2 | 2 | 2 | 2 | 1 | 2 | 2  | 2  | 1  | 2  | 3  |
| Furia Roja                | 6 | 3 | 4 | 6 | 6 | 6 | 4 | 4 | 4 | 3  | 4  | 4* | 4* | 4  |
| Mezcaleros de Oaxaca      | 2 | 5 | 2 | 5 | 5 | 4 | 5 | 5 | 5 | 5  | 5  | 5  | 5  | 5  |
| Industriales de Naucalpan | 5 | 6 | 7 | 7 | 7 | 8 | 7 | 7 | 7 | 7  | 7  | 7  | 6  | 6  |
| Inter de Amecameca        | 7 | 8 | 8 | 8 | 8 | 7 | 6 | 6 | 6 | 6  | 6  | 6  | 7  | 7  |

- #: Indica la posición del equipo en su jornada de descanso.

- *: Indica la posición del equipo con un partido pendiente al finalizar la jornada.

## Estadísticas

### Máximos goleadores
Lista con los máximos goleadores del torneo.

Fecha de actualización: 2 de julio de 2022
| Posición | Jugador              | Club                      | Goles |
| -------- | -------------------- | ------------------------- | ----- |
| 1°       | Alfonso Nieto        | Halcones de Querétaro     | 22    |
| 2°       | Víctor Lojero        | Chapulineros de Oaxaca    | 17    |
| 3°       | Miguel Rojas         | Mezcaleros de Oaxaca      | 13    |
| 4°       | Juan Carlos Martínez | Furia Roja Fútbol Club    | 7     |
| =        | Luis Páez            | Neza FC                   | 7     |
| =        | Donys Rodríguez      | Neza FC                   | 7     |
| =        | Brayan Alcántar      | Industriales de Naucalpan | 7     |
| =        | Bryan Sanclemente    | Halcones de Querétaro     | 7     |
| 9°       | Arturo Navarro       | Furia Roja Fútbol Club    | 6     |
| =        | Yoset Gerónimo       | Halcones de Querétaro     | 6     |
| 11°      | Omar Arellano        | Chapulineros de Oaxaca    | 5     |
| =        | Jaime Frías          | Furia Roja Fútbol Club    | 5     |
| =        | Uziel Macías         | Neza FC                   | 5     |
| =        | Donato Estala        | Chapulineros de Oaxaca    | 5     |
| =        | David Ávalos         | Chapulineros de Oaxaca    | 5     |
| =        | César Villaluz       | Halcones de Querétaro     | 5     |
| 17°      | Ramón Maldonado      | Chapulineros de Oaxaca    | 4     |
| =        | Emiliano Mondragón   | Halcones de Querétaro     | 4     |
| 19°      | Jair Torres          | Mezcaleros de Oaxaca      | 3     |
| =        | Óscar Chaparro       | Industriales de Naucalpan | 3     |
| =        | Carlos Gutiérrez     | Chapulineros de Oaxaca    | 3     |
| 22°      | Gilberto Castillo    | Inter de Amecameca        | 2     |
| =        | Ángel Villegas       | Mezcaleros de Oaxaca      | 2     |
| =        | Ernesto Romero       | Neza FC                   | 2     |
| =        | Jesús Terrazas       | Neza FC                   | 2     |
| =        | Luis Hernández       | Inter de Amecameca        | 2     |
| =        | Jorge Ibarra         | Halcones de Querétaro     | 2     |
| =        | Vicente Morales      | Halcones de Querétaro     | 2     |
| =        | Richard Ruíz         | Chapulineros de Oaxaca    | 2     |
| =        | Jorge Saldaña        | Halcones de Querétaro     | 2     |
| 31°      | Frederick Osuna      | Inter de Amecameca        | 1     |
| =        | Fernando González    | Halcones de Querétaro     | 1     |
| =        | Edder Mondragón      | Neza FC                   | 1     |
| =        | Irving Correa        | Neza FC                   | 1     |
| =        | Harold Mejía         | Neza FC                   | 1     |
| =        | Elkin Arboleda       | Furia Roja Fútbol Club    | 1     |
| =        | Bruno Basualdo       | Halcones de Querétaro     | 1     |
| =        | Abel Fuentes         | Chapulineros de Oaxaca    | 1     |
| =        | José Canseco         | Mezcaleros de Oaxaca      | 1     |
| =        | Miguel Muñoz         | Mezcaleros de Oaxaca      | 1     |
| =        | Christian Pérez      | Chapulineros de Oaxaca    | 1     |
| =        | José Vázquez         | Halcones de Querétaro     | 1     |
| =        | Ángel Salazar        | Industriales de Naucalpan | 1     |
| =        | Milton Lemus         | Neza FC                   | 1     |
| =        | Roberto Pérez        | Industriales de Naucalpan | 1     |
| =        | Hugo Amaro           | Inter de Amecameca        | 1     |
| =        | Gustavo Hernández    | Inter de Amecameca        | 1     |
| =        | Orlando González     | Mezcaleros de Oaxaca      | 1     |
| =        | Luis Mendoza         | Neza FC                   | 1     |
| =        | Ignacio García       | Furia Roja Fútbol Club    | 1     |
| =        | Kevin Montero        | Mezcaleros de Oaxaca      | 1     |
| =        | Jabdul González      | Mezcaleros de Oaxaca      | 1     |
| =        | Christian Sánchez    | Neza FC                   | 1     |
| =        | Daniel Rodríguez     | Furia Roja Fútbol Club    | 1     |
| =        | Fernando Villanueva  | Furia Roja Fútbol Club    | 1     |
| =        | Yael Ortíz           | Mezcaleros de Oaxaca      | 1     |
| =        | Christian Núñez      | Mezcaleros de Oaxaca      | 1     |
| =        | Alan García          | Chapulineros de Oaxaca    | 1     |
| =        | Jorge Henestrosa     | Chapulineros de Oaxaca    | 1     |
| =        | Humberto Merlos      | Halcones de Querétaro     | 1     |
| =        | Rubén Orbe           | Halcones de Querétaro     | 1     |
| =        | Luis Segovia         | Industriales de Naucalpan | 1     |
| =        | Daniel Mendoza       | Furia Roja Fútbol Club    | 1     |

| Jugador              | Local                     | Resultado | Visita                    | Goles           | Fecha               | Jornada |
| -------------------- | ------------------------- | --------- | ------------------------- | --------------- | ------------------- | ------- |
| Luis Páez            | Neza FC                   | 8 - 0     | Inter de Amecameca        | 60' 67' 69'     | 8 de abril de 2022  | 2       |
| Víctor Hugo Lojero   | Industriales de Naucalpan | 0 - 4     | Chapulineros de Oaxaca    | 23' 49' 54'     | 10 de abril de 2022 | 2       |
| Alfonso Nieto        | Industriales de Naucalpan | 0 - 9     | Halcones de Querétaro     | 51' 56' 67' 84' | 24 de abril de 2022 | 4       |
| Alfonso Nieto        | Inter de Amecameca        | 0 - 8     | Halcones de Querétaro     | 39' 71' 73'     | 29 de abril de 2022 | 5       |
| Jaime Frías          | Furia Roja Fútbol Club    | 9 - 0     | Inter de Amecameca        | 2' 4' 22' 24'   | 14 de mayo de 2022  | 7       |
| Juan Carlos Martínez | Furia Roja Fútbol Club    | 9 - 0     | Inter de Amecameca        | 8' 49' 68'      | 14 de mayo de 2022  | 7       |
| Alfonso Nieto        | Halcones de Querétaro     | 11 - 1    | Industriales de Naucalpan | 9' 50' 59' 67'  | 11 de junio de 2022 | 11      |